# Heian Maru
El Heian Maru (平安丸?), llamado así en honor al santuario sintoísta Heian de Kioto, fue un transatlántico japonés construido por la NYK Line en los astilleros de Osaka.

## Historia
Formaba clase junto a sus gemelos Hie Maru y Hikawa Maru, cubriendo líneas a Estados Unidos, iniciando su viaje inaugural el 18 de diciembre de 1930, con destino a Seattle. Volvió de esa ciudad por última vez el 16 de agosto de 1941, debido al empeoramiento de la situación política.
El 3 de octubre del mismo año fue requisado junto a sus gemelos por la Armada Imperial Japonesa, siendo convertido en un buque nodriza de submarinos al igual que el Hie Maru, mientras que el Hikawa Maru pasó a ser un buque hospital. La conversión del Heian Maru se inició en los astilleros Mitsubishi de Kōbe el 13 de octubre, finalizando el 30 de diciembre, partiendo al día siguiente hacia Kwajalein.

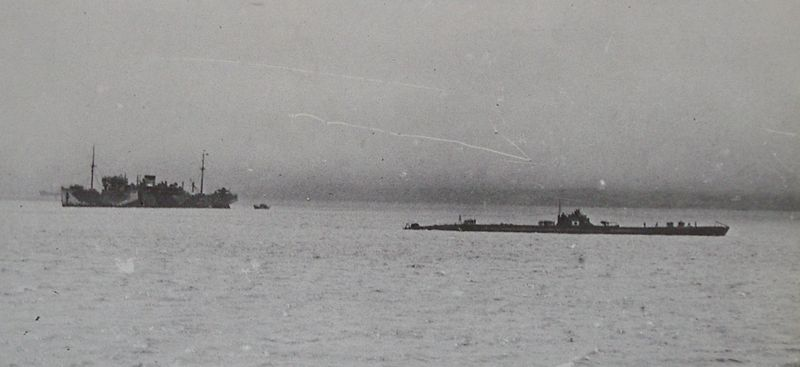
El Heian Maru como buque nodriza, con su pintura mimetizada, junto al submarino I-171.

Además de su misión principal de apoyo a los submarinos, realizó misiones de transporte de tropas y material, y participó en la evacuación de Kiska en julio de 1943. Del 23 de octubre al 7 de noviembre del mismo año recibe modificaciones en Yokosuka, retirándosele las cuatro piezas de 152 mm, que son sustituidas por armamento antiaéreo, concretamente un cañón de 120 mm, dos montajes dobles de 20 mm y otros dos de 13,2 mm. Asimismo recibe un equipo de sonar, se amplía su dotación y se le aplica pintura de camuflaje.
Tras ser alcanzado por varias bombas que inician incendios a bordo el 17 y 18 de febrero de 1944 durante el masivo ataque aéreo llevado a cabo contra la base japonesa de Truk, la Operación Hailstone, es abandonado por su tripulación, tras morir 16 de ellos y resultar heridos otros 25. Finalmente, el buque resulta hundido por un torpedo que impacta en su banda de babor. Actualmente reposa a menos de 35 metros de profundidad en la posición 7°23′N 151°52′E / 7.383, 151.867, y es una atracción turística para buceadores.